# Prizren
För andra betydelser, se Prizren (olika betydelser).
Prizren (albanska: Prizren med böjningsformen Prizreni; serbiska: Призрен) är en stad och kommun i södra Kosovo, och den näst största i Kosovo med 178 112 invånare. Tätorten hade 121 000 invånare (2011). Prizrendistriktet gränsar i väst till Albanien och i öst till Nordmakedonien.
Prizren är ärkebiskopssäte och har universitet. Det är ett ekonomiskt centrum med industri inom bland annat textilbranschen. I Prizren finns talrika kyrkor och moskéer.

## Geografi
Prizren är beläget på bägge sidor av floden Bistrica, vid foten av bergmassivet Sharri.

## Historia
En antik romersk väg passerade genom Prizren.
Prizren var på 1100-talet Serbiens huvudstad. Staden var på medeltiden ett viktigt handelscentrum.
Under sent 1800-tal blev staden en samlingspunkt för albansk nationalism vilket ledde till att Prizrenförbundet skapades 1878, en rörelse för att ena nationen och befria albanerna inom Osmanska riket.
Staden undgick att bli svårt skadad under Kosovokriget.

## Demografi
I Prizren bor det mestadels albaner men också bosniaker, turkar, serber, romer, gorani med flera. Stadens officiella språk är albanska men även serbiska och turkiska är vanliga språk i staden. Därför hävdar många av de kosovarer som har turkiska som modersmål att de vill kunna använda turkiska i stadens offentliga sektor, exempelvis i domstolen.
| Demografin     |         |      |           |      |        |      |        |     |       |     |       |      |         |
| År             | Albaner | %    | Bosniaker | %    | Serber | %    | Turkar | %   | Romer | %   | Andra | %    | Totalt  |
| Folkräkn. 1991 | 132 591 | 75,6 | 19 423    | 11,1 | 10 950 | 6,2  | 7 227  | 4,1 | 3 963 | 2,3 | 1 259 | 0,7  | 175 413 |
| 1998           | n/a     | n/a  | 38 500    | n/a  | 8 839  | n/a  | 12 250 | n/a | 4 500 | n/a | n/a   | n/a  | n/a     |
| Jan. 2000      | 181 531 | 76,9 | 37 500    | 15,9 | 258    | 0,1  | 12 250 | 5,2 | 4 500 | 1,9 | n/a   | n/a  | 236 000 |
| Mars 2001      | 181 748 | 81,9 | 22 000    | 9,9  | 252    | 0,1  | 12 250 | 5,5 | 5 424 | 2,4 | n/a   | n/a  | 221 674 |
| Maj 2002       | 182 000 | 79,6 | 29 369    | 12,8 | 197    | 0,09 | 11 965 | 5,2 | 4 400 | 1,9 | 550   | 0,25 | 228 481 |
| Dec. 2002      | 180 176 | 81,6 | 21 266    | 9,6  | 194    | 0,09 | 14 050 | 6,4 | 5 148 | 2,3 | n/a   | n/a  | 221 374 |